# Tres de Febrero (Paraguai)

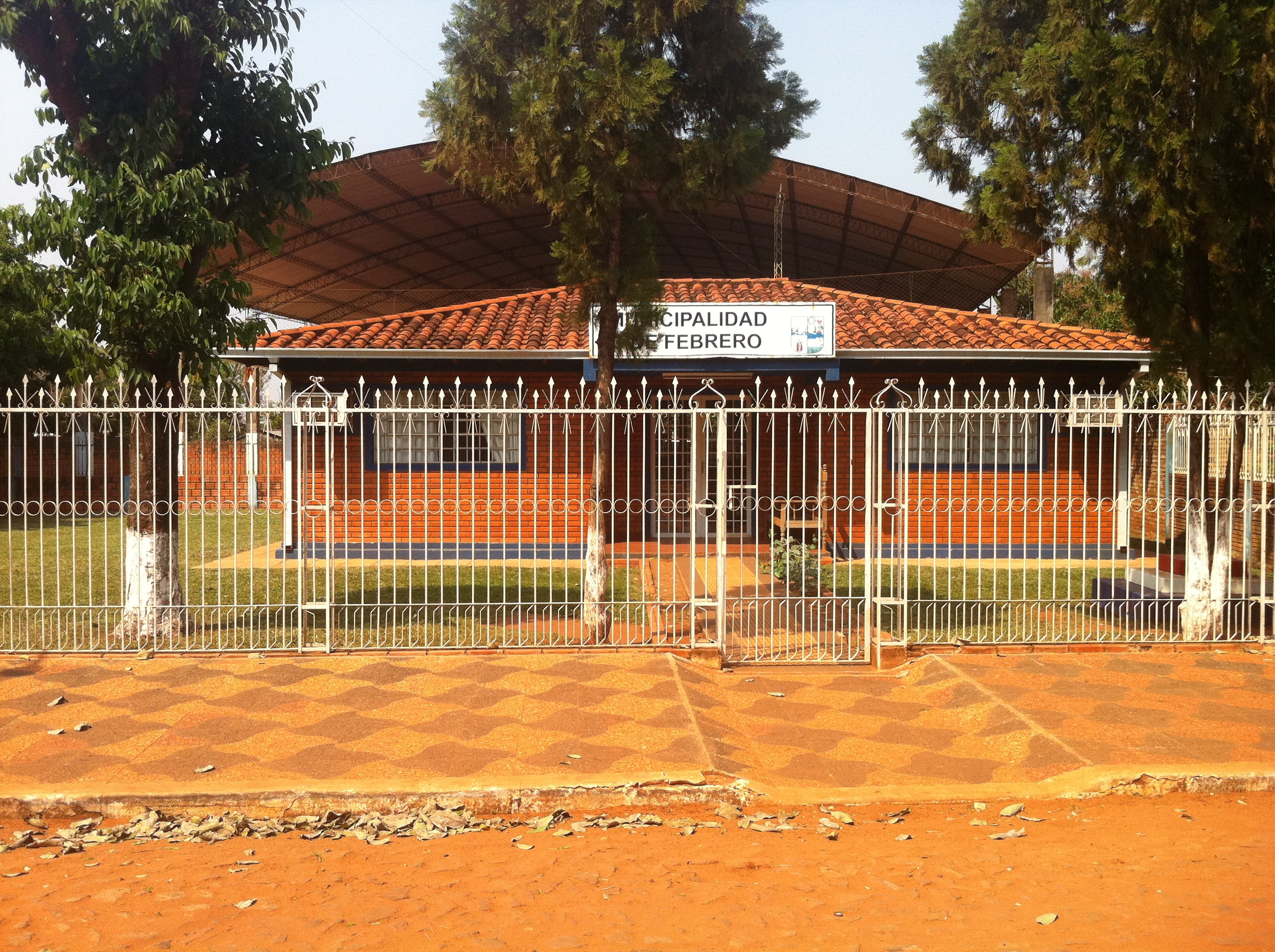
Prefeitura de Tres de Febrero.

Tres de Febrero é um distrito do Paraguai, Departamento Caaguazú. Possui uma população de 10.711 habitantes. Sua economia é baseada na exploração de erva mate e agricultura.

## Transporte
O município de Tres de Febrero é servido pela seguinte rodovia:
- Caminho em pavimento ligando a cidade ao município de Doctor Juan Manuel Frutos[1][2][3]